# Union Square (New York City)

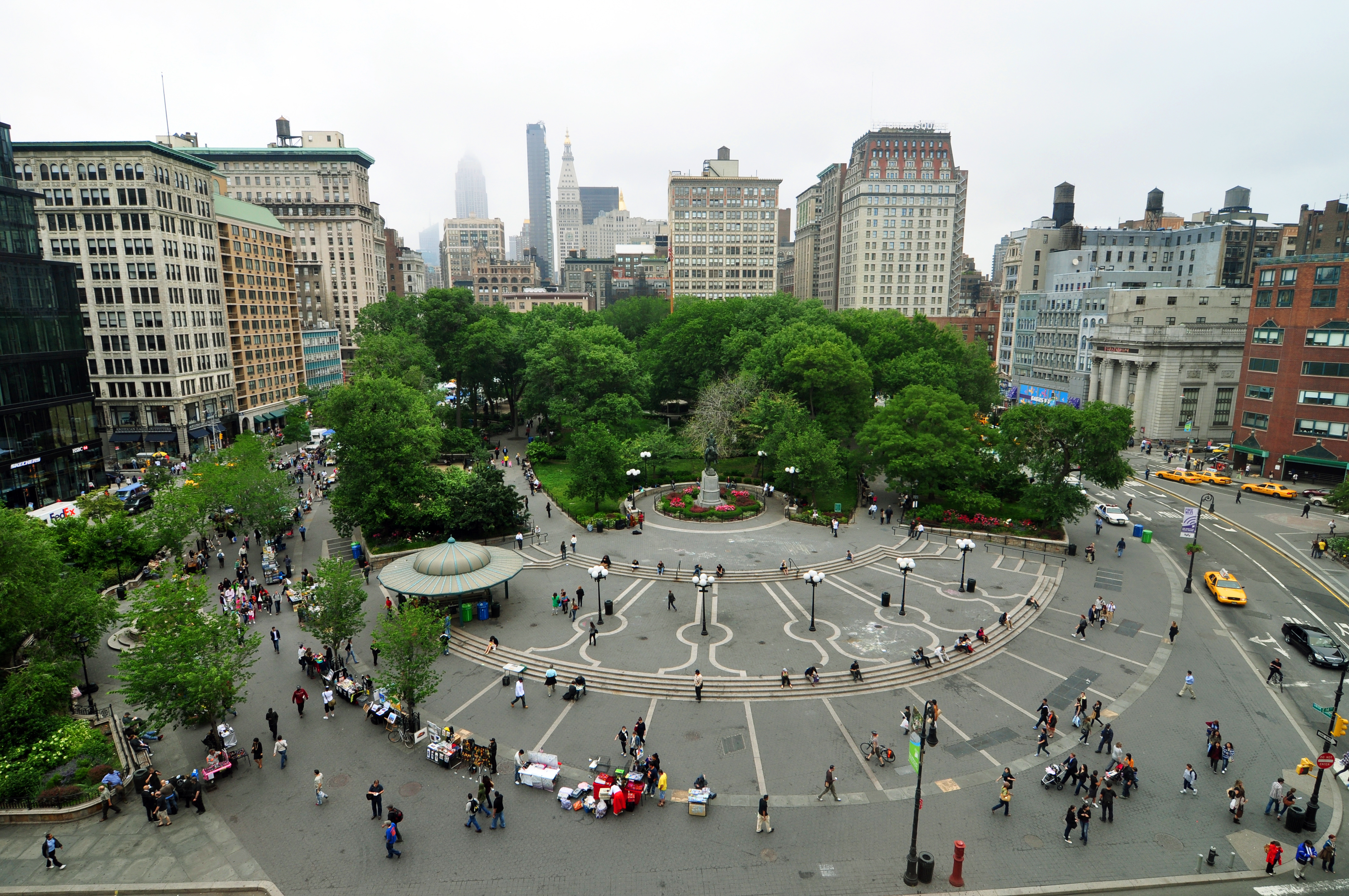
Union Square

Union Square este o intersecție importantă și istorică din New York City, situată unde Broadway și fostul drum Bowery (acum  4th Avenue) se întâlneau la începutul secolului al 19-lea; numele ei nu sărbătorește nici Uniunea federală a Statelor Unite nici sindicatele muncitorești, ci mai degrabă denotă faptul că „aici se uneau două cele mai importante artere de pe insulă”.